# R 12 (sous-marin italien)
Le R 12 est un sous-marin cargo de la classe R ou classe Romolo, destiné à la Regia Marina mais mis en service par la Kriegsmarine.

## Caractéristiques
Les sous-marins de la classe R déplaçaient 2 155 tonnes en surface et 2 560 tonnes en immersion. Les sous-marins mesuraient 86,5 mètres de long, avaient une largeur de 7,86 mètres et un tirant d'eau de 5,34 mètres. Ils avaient une profondeur de plongée opérationnelle de 800 mètres. L'équipage se composait de 7 officiers et 51 sous-officiers et marins. Ils avaient une capacité de chargement de 600 tonnes.
Le système de propulsion était de type conventionnel, avec deux moteurs diesel TOSI pour la navigation de surface, d'une puissance totale de 2 600 chevaux-vapeur (1 900 kW), chacun entraînant un arbre d'hélice. En immersion, chaque hélice était entraînée par un moteur électrique Marelli de 450 chevaux-vapeur (336 kW). Ces moteurs électriques étaient alimentés par une batterie d'accumulateurs au plomb composée de 216 éléments. Ils pouvaient atteindre 13 nœuds (24 km/h) en surface et 6 nœuds (11 km/h) sous l'eau. En surface, la classe R avait une autonomie de 12 000 milles nautiques (22 000 km) à 9 noeuds (17 km/h); en immersion, elle avait une autonomie de 110 milles nautiques (200 km) à 3,5 noeuds (6,2 km/h).
Les sous-marins étaient uniquement armés pour l'autodéfense avec trois canons anti-aériens légers Breda 20/65 Mod. 1935 de 20 millimètres
Certains sous-marins ont pu être équipés d'une paire de tubes lance-torpilles internes de 45 cm (17,7 in) à l'avant et à l'arrière.

## Construction et mise en service
Le R 11 est construit par le chantier naval Odero-Terni-Orlando (OTO) de La Spezia en Italie, et mis sur cale le 10 mars 1943. Il est lancé le 6 juillet 1944.

## Historique
Appartenant à la classe R, Le R 12 est encore en construction lors de la proclamation de l'armistice du 8 septembre 1943 (Armistice de Cassibile).
Capturé par les Allemands, il est rebaptisé UIT-3. La Kriegsmarine ayant besoin de grands sous-marins de transport, la construction se poursuit, mais très lentement en raison de la pénurie de matériel.
Le lancement n'a eu lieu que le 29 septembre 1944, plus d'un an après la mise en place.. Le sous-marin est achevé, mais n'est jamais devenu opérationnel.
Le 24 avril 1945, il est coulé à la digue Est du port de La Spezia par les troupes allemandes, alors proches de la reddition, et qui battaient en retraite.
L'épave est renfloué en 1946 et réparée, étant utilisée comme ponton pour stockage de pétrole et redésignée GR 523. Il est employé d'abord à La Spezia, puis à Venise et enfin à Ancône.
En 1954, il est utilisé comme décor (dans les eaux au large de La Spezia) pour certaines scènes du film de guerre "The Great Hope" (vendu aux États-Unis et en Angleterre, respectivement, sous les noms de "Submarine Attack" et "Torpedo Zone") en subissant quelques modifications (dont l'installation d'un faux canon) pour le faire ressembler à un sous-marin d'attaque,.
En 1978, il est mis au rebut.
La tourelle (kiosque) du R 12, sauvée de la démolition, est achetée par l'Association nationale des marins italiens (Associazione nazionale marinai d'Italia ou ANMI) d'Ortona et devient un monument aux morts de la mer dans cette ville.
Vers le milieu des années 90, un glissement de terrain endommage la base, si bien que la tourelle est mise de côté dans une cour de chemin de fer appartenant à la Ferrovie dello Stato Italiane (FS). Les travaux sur le tronçon de route où elle se trouvait ont éliminé sa rotonde, rendant impossible son déplacement.
Au centre d'une controverse et d'une affaire bureaucratique complexe, la tourelle du R 12 est restée abandonnée dans le chantier FS d'Ortona en mauvais état jusqu'au 23 février 2011 où, chargée sur un camion articulé, elle est partie pour Monfalcone où elle est restaurée puis exposée lors d'une exposition qui s'est tenue du 12 au 19 mars 2011 à l'occasion du premier rassemblement national des sous-mariniers italiens.
La tourelle a aussi participé au défilé militaire à Rome le 2 juin 2011.
Le 20 juin 2016, la tourelle est transférée au chantier naval Gallinaro de Gaeta pour y être restaurée. À Gaeta, la tourelle est inaugurée comme monument au sous-marinier le 22/04/2017